# سرهی سیدورچوک
سرهی سیدورچوک (اوکراینی: Сергій Олександрович Сидорчук؛ زادهٔ ۲ مهٔ ۱۹۹۱) یک بازیکن فوتبال اهل اوکراین است.
از باشگاه‌هایی که در آن بازی کرده‌است می‌توان به دینامو کیف و تیم ملی فوتبال اوکراین اشاره کرد.